# Jay Heale
Jay Heale, född i Somerset i England, är en brittisk-sydafrikansk barnboksförfattare.
Heale utbildade sig vid Bradfield College och Brasenose College i Oxford, och arbetade som lärare i England i tio år innan han flyttade till Kapstaden, där han kom att stanna. Han är verksam som lärare, sagosamlare, litteraturkritiker och en eldsjäl för afrikansk barnlitteratur. Han har under många år varit medlem och sedan ordförande i IBBY:s H.C. Andersen-jury, och ansvarig för IBBY:s internationella kongress i Kapstaden 2004 med temat Books for Africa/Books from Africa. Han medverkade i Mandelas sagobok (2003) och är författare till From the Bushveld to Biko. The Growth of South African Children's Literature in English from 1907 to 1992, Traced through 110 Notable Books (1996). Han har fått smeknamnet "Mr. Book" och är numera utgivare av tidskriften Bookchat.

## Fotnoter
1. ↑  Virtual International Authority File, OCLC, VIAF-ID: 112863746, läst: 25 maj 2018.[källa från Wikidata]